# Trybunał

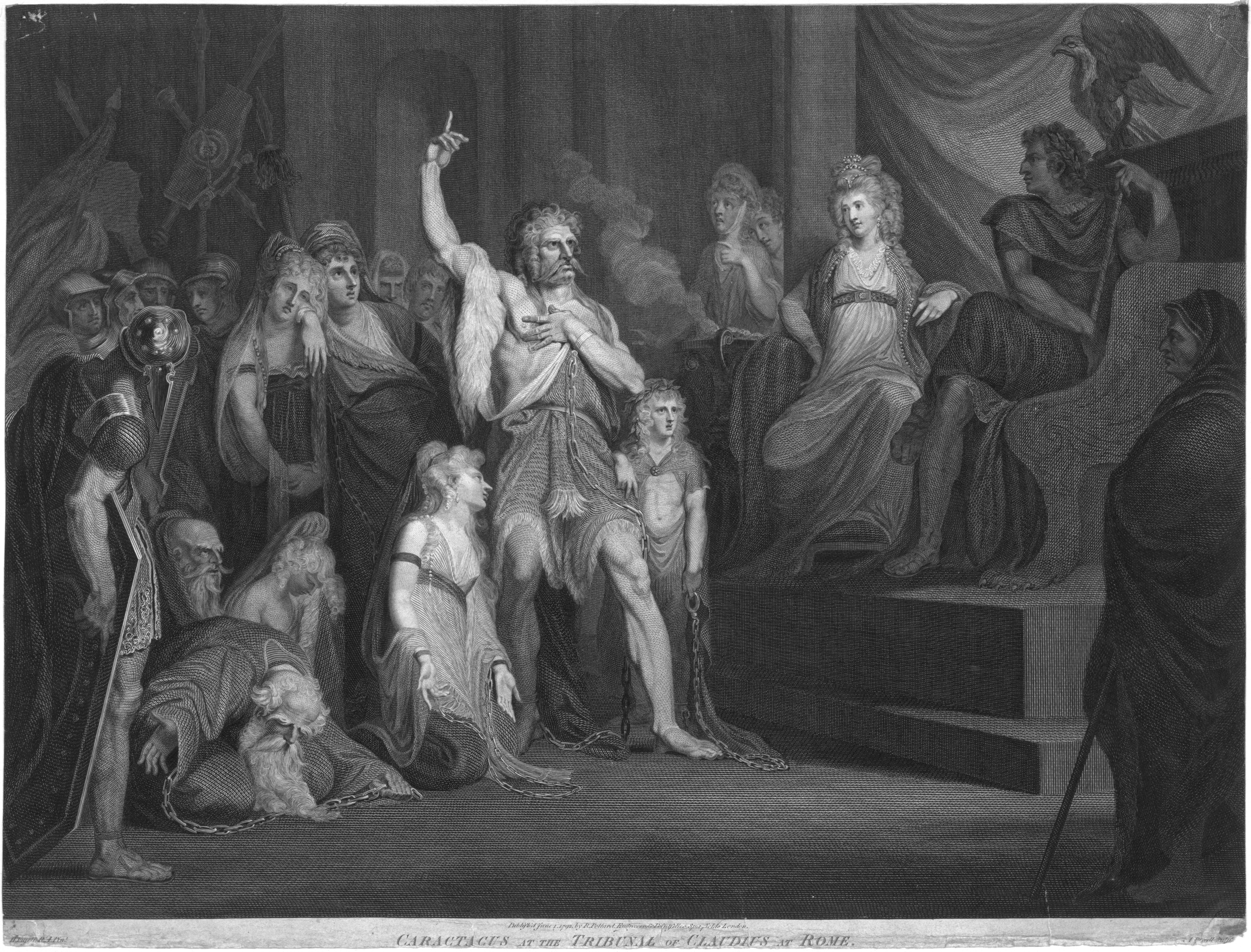
Andrew Birrell, Caractacus przed Trybunałem Klaudiusza w Rzymie (1792)

Trybunał – organ władzy sądowniczej uprawniony do sądzenia, rozstrzygania, ustalania roszczeń lub sporów – bez względu na to, czy w jego nazwie występuje słowo trybunał.

## Państwa
- Federalny Trybunał Konstytucyjny – Niemcy
- Trybunał Konstytucyjny – Hiszpania
- Trybunał Państwa – Austria (1869-1918)
- Trybunał Rewolucyjny – Francja za czasów Wielkiej Rewolucji
- Najwyższy Trybunał Administracyjny – II Rzeczpospolita
- Najwyższy Trybunał Narodowy – Rzeczpospolita Polska (1946-1948)
- Trybunał Konstytucyjny – III Rzeczpospolita
- Trybunał Obrony Państwa – II Rzeczpospolita
- Trybunał Kompetencyjny – II Rzeczpospolita
- Trybunał Główny Koronny – I Rzeczpospolita
- Trybunał Główny Wielkiego Księstwa Litewskiego – I Rzeczpospolita
- Trybunał Skarbowy Koronny – I Rzeczpospolita
- Trybunał Stanu – III Rzeczpospolita

## Organizacje międzynarodowe
- Europejski Trybunał Praw Człowieka
- Międzynarodowy Trybunał Karny
- Międzynarodowy Trybunał Karny dla byłej Jugosławii
- Międzynarodowy Trybunał Karny dla Rwandy
- Międzynarodowy Trybunał Prawa Morza
- Międzynarodowy Trybunał Sprawiedliwości
- Międzynarodowy Trybunał Wojskowy dla Dalekiego Wschodu
- Międzynarodowy Trybunał Wojskowy w Norymberdze
- Stały Trybunał Arbitrażowy
- Stały Trybunał Sprawiedliwości Międzynarodowej
- Górnośląski Trybunał Rozjemczy

## Inne podmioty prawa międzynarodowego
- Trybunał Sprawiedliwości Unii Europejskiej
- Najwyższy Trybunał Sygnatury Apostolskiej